# Чистопрудненский сельсовет (Курганская область)
Чистопрудненский сельсовет — упразднённые административно-территориальная единица и сельское поселение в Шадринском районе Курганской области Российской Федерации.
Административный центр — село Чистопрудное.
С 23 декабря 2021 года Законом Курганской области от 10.12.2021 № 140 муниципальный район был преобразован в муниципальный округ, в административном районе упразднён сельсовет.

## История
Статус и границы сельского поселения установлены Законом Курганской области от 4 ноября 2004 года № 756 «Об установлении границ муниципального образования Чистопрудненского сельсовета, входящего в состав муниципального образования Шадринского района».

## Население
| 1989  | 2002  | 2004  | 2010  | 2012  | 2013  | 2014  |
| ----- | ----- | ----- | ----- | ----- | ----- | ----- |
| 1418  | ↗1463 | ↗1525 | ↘1141 | ↗1230 | ↘1187 | ↘1174 |
| 2015  | 2016  | 2017  | 2018  | 2019  | 2020  |       |
| ↘1146 | ↘1130 | ↗1134 | ↘1109 | ↘1072 | ↘1064 |       |

## Состав сельского поселения
| № | Населённый пункт | Тип населённого пункта       | Население |
| - | ---------------- | ---------------------------- | --------- |
| 1 | Качесово         | деревня                      | ↘225      |
| 2 | Комария          | деревня                      | ↗25       |
| 3 | Чистопрудное     | село, административный центр | ↘771      |
| 4 | Шахматово        | деревня                      | ↘205      |